# Gilles Verlant
Pour les articles homonymes, voir Verlant.
Gilles Verlant, né le 11 juin 1957 à Bruxelles et mort le 20 septembre 2013 à Saint-Cloud, est un journaliste, animateur de radio et de télévision, biographe et chroniqueur belge.

## Biographie

### Débuts
Gilles Louis Marie Verlant naît le 11 juin 1957 à Bruxelles. Fils du réalisateur Louis Verlant de la RTBF, Gilles Verlant débute sur la chaîne publique francophone belge en 1972 avec l'émission musicale Tempo. De 1978 à 1981, il crée Folllies, programme axé sur le rock. Suivra de 1981 à 1982 Ligne Rock.
Il obtient sa licence en journalisme à l'Université libre de Bruxelles en 1979.
En 1981, il dirigera le label Scalp Records, qui sortira notamment un remix de Dominique par son interprète originale Sœur Sourire. Il interprétera d'ailleurs le rôle de Sœur Sourire dans un sketch parodiant Chocs, émission télévisée diffusée sur TF1 et présentée par Stéphane Paoli (alors imité par Karl Zéro) lors de sa participation à Nulle part ailleurs au sein du groupe comique PAKG.

### Télévision
Gilles Verlant participe sur Canal+ aux émissions Rapido et Nulle part ailleurs (au sein du groupe PAKG, soit Peter Stuart, Antoine de Caunes, Karl Zéro et Gilles Verlant) ; il produit également pour la chaîne cryptée des documentaires sur divers artistes français et internationaux. On peut également citer Rock Report sur Antenne 2 en 1986-1987 ainsi que le Jeu des dictionnaires dans les années 1990 sur la RTBF. Depuis fin 2008, il réalise des petits reportages sur des groupes invités à Taratata. On peut aussi le voir dans un épisode d'Objectif Nul.
Il réalise et conte le parcours des personnalités disparues dans l'émission Nous nous sommes tant aimés sur France 3 jusqu'à sa mort.

### Radio
Spécialiste de musique rock et de bandes dessinées, on pouvait l'écouter sur OÜI FM, une radio parisienne, où il animait depuis 2001 l'émission L'Odyssée du rock. Depuis janvier 2008, ses chroniques font partie de la nouvelle webradio Ouï FM 3 : L’odyssée du rock (centrée exclusivement sur le classic rock). Or, au cours du mois de juillet 2009, il annonce sur sa page Facebook que L'Odyssée du rock n'est pas reconduite à la rentrée, à cause des mauvaises audiences du programme, et la webradio se fait renommer Ouï FM 3 : classic rock. Il propose sur France Bleu une chronique nommée Génération 80 sous le pseudonyme DJ POP retraçant l'histoire d'une chanson des années 1980. Génération 80 sera aussi reprise sur les ondes de VivaCité (RTBF), dans les décrochages régionaux de la matinée, en 2007. On peut également l'entendre au micro de Classic 21, une radio de la RTBF présenter l'émission 80's consacrée comme son nom l'indique aux tubes musicaux des années 1980.
De 2010 à 2013, il présente la chronique quotidienne de six minutes, La Scandaleuse Histoire du rock, produite par l'Atelier de création du Grand-Est à Strasbourg, et diffusée sur les quarante-trois stations locales de France Bleu et sur l'antenne nationale à 20 h 40 (Radio France).

### Voix-off
- Canal+ de 1991 à 2003.

### Vie privée
Gilles Verlant a épousé une architecte d’intérieur, Annie Callebaut, en 1989. Ils ont eu deux enfants : Victor en 1991 et Oscar en 1993.

#### Mort
Il meurt le 20 septembre 2013 à Saint-Cloud,, à l'âge de 56 ans, des suites d'une chute dans les escaliers de son domicile. Incinéré au crématorium du Père-Lachaise, ses cendres sont inhumées sous une plaque à son nom dans un jardinet aménagé en mini-columbarium au cimetière du Montparnasse (division 4).

### Publications
Gilles Verlant a publié plusieurs biographies de chanteurs, notamment de Serge Gainsbourg dont un recueil de citations. Il fait une apparition dans le film Gainsbourg, vie héroïque. Il est aussi coauteur de Pop Model (biographie de Lio).
Il a dirigé l'ouvrage collectif L'Encyclopédie du rock français, en 2000, et a écrit avec Thomas Caussé l'ouvrage La Discothèque parfaite de l'odyssée du rock, paru en 2006. Il a préfacé le livre Cultures cannabis de Bruno Blum avec qui il a longtemps collaboré et écrit les livrets des albums Aux armes et cætera - Dub Style et Mauvaises Nouvelles des étoiles - Dub Style revisités par Bruno Blum et contenant notamment des dubs de Serge Gainsbourg.

## Ouvrages
- David Bowie, Albin Michel, 1981, réédition en 1983.
- L'Histoire de Les Nuls, Canal +, 1995.
- Daniel Balavoine, Albin Michel, 1995, réédition en 2002.
- Gainsbourg au bout de la nuit, Hors collection, 1996.
- L'Encyclopédie de la chanson française, Hors Collection, 1997  (ISBN 2258046351).
- Je me souviens du rock, Actes Sud, 1999.
- Le Rock et la plume, le rock raconté par les meilleurs journalistes du genre (comme Philippe Paringaux, Alain Dister ou François Jouffa), écrit avec la collaboration de Philippe Desvalois et Christian Eudeline, Hors collection, 2000.
- Les Vertus du vice (Sexe, tabac, alcool : l’anthologie littéraire des jouisseurs), Albin Michel, 2000.
- Françoise Hardy, Albin Michel, 2002.
- Gainsbourg, Albin Michel, 2000, « édition définitive » 2003.
- Avec Alain de Greef, Vous regardez trop la publicité, Flammarion, 2005.
- Serge Gainsbourg : Pensées, provocs et autres volutes, Le Cherche midi, 2006.
- Ma vie-en-vrac de Marcel Gotlib avec Gilles Verlant, Flammarion, 2006.
- Les Miscellanées du rock, avec Jérôme Rey et Jean Eric Perrin, Fetjaine, 2009.
- Philippe Gildas et Gilles Verlant (préf. Antoine de Caunes), Comment réussir à la télévision quand on est petit, breton, avec de grandes oreilles, Paris, Éditions Flammarion, 2010, 298 p. (ISBN 978-2-7003-0203-5).
- Weepers Circus, N'importe où, hors du monde, 2011.
  - Livre-disque auquel participent une quarantaine d'invités aux titres d'auteurs ou d'interprètes ; Gilles Verlant y signe un texte inédit (non mis en musique) consacré à sa propre interprétation de ce titre énigmatique N'importe où, hors du monde.
- avec Michel Drucker, Les 500 Émissions mythiques de la télévision française, Flammarion, 2012, 528 p. (ISBN 9782081245624).

### Livres
- Éric Lamiroy (compilateur), Gilles Verlant, Bruxelles, Lamiroy, 2023, 213 p., ill. ; 19 cm (ISBN 978-2-8759-5870-9, présentation en ligne)livre de témoignages.

### Articles
- Thierry Coljon, « Portrait: Gilles Verlant était l’enfant du rock », Le Soir,‎ 20 septembre 2013 (lire en ligne , consulté le 5 mai 2025).